# Yasoda singama
Yasoda singama är en fjärilsart som beskrevs av Hans Fruhstorfer 1912. Yasoda singama ingår i släktet Yasoda och familjen juvelvingar. Inga underarter finns listade i Catalogue of Life.